# Gorgonisis
Gorgonisis is een geslacht van neteldieren uit de klasse van de Anthozoa (bloemdieren).

## Soort
- Gorgonisis elyakovi Alderslade, 1998